# 2020 SKT 5GX JUMP 카트라이더 리그 시즌 2
2020 SKT 5GX JUMP 카트라이더 리그 시즌 2은 29번째 카트라이더 리그이다.

## 개요

### 일정
예선전은 온라인으로 진행되며, 예선 팀전에는 상위 32팀, 개인전에는 상위 128명이 맞붙는다.
- 예선 개인전 - 2020년 8월 1일
- 예선 팀전 - 2020년 8월 2일
- 본선 팀전 (서울 OGN e스타디움)
  - 2020년 8월 22일 - 10월 14일 : 8강 풀리그
- 본선 개인전 (서울 OGN e스타디움)
  - 2020년 8월 22일 ~ 9월 19일 : 32강/패자부활전
  - 2020년 9월 23일 ~ 10월 24일 : 16강/승자전/패자전/최종전
- 포스트시즌 - 2020년 10월 17일 ~ 11월 8일 (서울 OGN e스타디움)
- 결승전 - 2020년 11월 8일 (서울 OGN e스타디움)

### 진행 방식
- 팀전
  - 8강 풀리그를 치른 후 상위 5개팀이 포스트시즌을 치른다.
- 개인전
  - 32강, 16강은 더블 엘리미네이션 방식으로 치러지며, 결승전은 80점 이상을 얻는 선수가 나오는 즉시 레이스가 종료되고, 이후 1위와 2위를 기록한 선수가 5판 3선승제의 2라운드를 치른다.

### 상금
- 총 상금 9,000만원

- 팀전
  - 우승 - 4,000만원
  - 준우승 - 2,000만원
  - 3위 - 800만원
  - 4위 - 500만원
  - 5~8위 - 200만원

- 개인전
  - 우승 - 500만원
  - 준우승 - 300만원
  - 3위 - 100만원

### 변경된 점
- 와일드카드가 포스트시즌에 도입되었다.
- 와일드카드 도입으로 4강 풀리그가 폐지되었다.
- 포스트시즌 일정 등이 대거 개편되었다.

### 특이사항
- 장채민 위반 행위로 참가 자격 박탈[1]

### 참가 선수
- 팀전

한화생명 e스포츠 외 5개팀은 시드, 예선 선발되어 팀 지원 정책을 제공받는다. MOTO와 STARLIGHT는 예선 선발되었다.
| 팀명             | 선수                                   | 비고      |
| ---------------- | -------------------------------------- | --------- |
| 한화생명 e스포츠 | 문호준, 최영훈, 박도현, 배성빈, 강석인 | 시드 선발 |
| 성남 ROX         | 이재혁, 한승철, 송용준, 신종민, 사상훈 | 시드 선발 |
| 아프리카 프릭스  | 유영혁, 최윤서, 김기수, 홍승민, 이은택 | 시드 선발 |
| 샌드박스 게이밍  | 박인수, 김승태, 박현수, 정승하         | 시드 선발 |
| GC Busan E-STATS | 전대웅, 김지민, 임재원, 노준현, 유관영 | 예선 선발 |
| SGA e스포츠      | 안혁진, 홍희권, 이현진, 장건, 노창현   | 예선 선발 |
| STARLIGHT        | 김정제, 유민선, 정유민, 최민석, 정승민 | 예선 선발 |
| MOTO             | 이은서, 김현민, 박대한, 박민호, 김택진 | 예선 선발 |

- 개인전

전 시즌 개인전 1~3위까지 시드 선발되지만 문호준, 유창현이 출전하지 않아, 3위였던 박인수만 시드 선발되었다. 이외 31명의 선수는 예선 선발되었다.
| 그룹 | 선수                                                           | 비고 |
| ---- | -------------------------------------------------------------- | ---- |
| A조  | 전대웅, 김기수, 전진우, 최윤서, 송용준, 이은서, 김정제, 최영훈 |      |
| B조  | 박인수, 노준현, 유관영, 신종민, 한승철, 윤준혁, 임재원, 우성민 |      |
| C조  | 유영혁, 김지민, 김현민, 김주영, 박도현, 최민석, 최태원, 정승하 |      |
| D조  | 이재혁, 권승주, 정승민, 배성빈, 박현수, 김승래, 이정우, 정유민 |      |

## 팀전

### 8강 풀리그
최종적으로 리브 샌드박스(전 샌드박스 게이밍), 성남 ROX, 한화생명 e스포츠, E-STATS e스포츠, 아프리카 프릭스가 포스트시즌 진출을 확정지었다.
| 순위 | 팀명             | 승 | 패 | 세트 득실 | 트랙 득실 | 비고            |
| ---- | ---------------- | -- | -- | --------- | --------- | --------------- |
| 1    | 샌드박스 게이밍  | 6  | 1  | +10       | +28       | 포스트시즌 진출 |
| 2    | 성남 ROX         | 6  | 1  | +9        | +22       | 포스트시즌 진출 |
| 3    | 한화생명 e스포츠 | 5  | 2  | +5        | +9        | 포스트시즌 진출 |
| 4    | GC Busan E-STATS | 4  | 3  | +2        | +5        | 포스트시즌 진출 |
| 5    | 아프리카 프릭스  | 4  | 3  | +2        | +5        | 포스트시즌 진출 |
| 6    | SGA e스포츠      | 2  | 5  | -4        | -11       | 탈락            |
| 7    | STARLIGHT        | 1  | 6  | -10       | -21       | 탈락            |
| 8    | MOTO             | 0  | 7  | -14       | -37       | 탈락            |

### 포스트시즌
- 와일드카드

| 와일드카드       | 와일드카드 | 와일드카드 | 와일드카드 | 와일드카드     |
| 팀명             | 경기 결과  | 스코어     | 스코어     | 비고           |
| 팀명             | 경기 결과  | 스피드     | 아이템     | 비고           |
| ---------------- | ---------- | ---------- | ---------- | -------------- |
| GC Busan E-STATS | 탈락       | 1          | 1          | 8강 풀리그 4위 |
| 아프리카 프릭스  | 준PO 진출  | 4          | 4          | 8강 풀리그 5위 |

- 준플레이오프

| 준플레이오프     | 준플레이오프 | 준플레이오프 | 준플레이오프 | 준플레이오프 | 준플레이오프      |
| 팀명             | 경기 결과    | 스코어       | 스코어       | 스코어       | 비고              |
| 팀명             | 경기 결과    | 스피드       | 아이템       | 에이스       | 비고              |
| ---------------- | ------------ | ------------ | ------------ | ------------ | ----------------- |
| 한화생명 e스포츠 | PO 진출      | 4            | 2            | 승 (문호준)  | 8강 풀리그 3위    |
| 아프리카 프릭스  | 탈락         | 2            | 4            | 패 (김기수)  | 와일드카드 승리팀 |

- 결승 진출전

| 결승 진출전     | 결승 진출전 | 결승 진출전 | 결승 진출전 | 결승 진출전    |
| 팀명            | 경기 결과   | 스코어      | 스코어      | 비고           |
| 팀명            | 경기 결과   | 스피드      | 아이템      | 비고           |
| --------------- | ----------- | ----------- | ----------- | -------------- |
| 샌드박스 게이밍 | PO 진출     | 1           | 3           | 8강 풀리그 1위 |
| 성남 ROX        | 결승 진출   | 4           | 4           | 8강 풀리그 2위 |

- 플레이오프

| 플레이오프       | 플레이오프 | 플레이오프 | 플레이오프 | 플레이오프  | 플레이오프          |
| 팀명             | 경기 결과  | 스코어     | 스코어     | 스코어      | 비고                |
| 팀명             | 경기 결과  | 스피드     | 아이템     | 에이스      | 비고                |
| ---------------- | ---------- | ---------- | ---------- | ----------- | ------------------- |
| 한화생명 e스포츠 | 결승 진출  | 0          | 4          | 승 (문호준) | 준플레이오프 승리팀 |
| 샌드박스 게이밍  | 탈락       | 4          | 3          | 패 (박인수) | 결승 진출전 패배팀  |

- 결승전

| 결승전           | 결승전    | 결승전 | 결승전 | 결승전             |
| 팀명             | 경기 결과 | 스코어 | 스코어 | 비고               |
| 팀명             | 경기 결과 | 스피드 | 아이템 | 비고               |
| ---------------- | --------- | ------ | ------ | ------------------ |
| 성남 ROX         | 준우승    | 1      | 2      | 결승 진출전 승리팀 |
| 한화생명 e스포츠 | 우승      | 4      | 4      | 플레이오프 승리팀  |

## 개인전

### 16강전
- 승자전 및 패자전

| 경기   | 선수   | 진출여부 | 선수   | 진출여부 | 선수   | 진출여부 | 선수   | 진출여부 |
| ------ | ------ | -------- | ------ | -------- | ------ | -------- | ------ | -------- |
| 승자전 | 정승하 | 결승     | 유영혁 | 최종     | 최민석 | 최종     | 송용준 | 최종     |
| 승자전 | 박인수 | 결승     | 이재혁 | 결승     | 노준현 | 최종     | 박현수 | 결승     |
| 패자전 | 김승래 | 탈락     | 최윤서 | 최종     | 김기수 | 탈락     | 한승철 | 탈락     |
| 패자전 | 김지민 | 최종     | 최영훈 | 최종     | 우성민 | 최종     | 배성빈 | 탈락     |

- 최종전

| 경기   | 선수   | 진출여부 | 선수   | 진출여부 | 선수   | 진출여부 | 선수   | 진출여부 |
| ------ | ------ | -------- | ------ | -------- | ------ | -------- | ------ | -------- |
| 최종전 | 송용준 | 결승     | 노준현 | 탈락     | 유영혁 | 결승     | 최민석 | 탈락     |
| 최종전 | 최윤서 | 탈락     | 최영훈 | 결승     | 김지민 | 결승     | 우성민 | 탈락     |

### 결승전
- 1라운드

| 1라운드      |                    |                    |           |           |           |           |           |
| 이재혁 84    | 박인수 & 송용준 55 | 박인수 & 송용준 55 | 최영훈 43 | 김지민 40 | 정승하 39 | 박현수 27 | 유영혁 20 |
| 2라운드 진출 |                    |                    |           |           |           |           |           |

- 1라운드 리매치 & 2라운드

|  | 1라운드 리매치 | 1라운드 리매치 | 1라운드 리매치 |  |  | 2라운드 | 2라운드 | 2라운드 |  |
|  |                |                |                |  |  |         |         |         |  |
|  | 박인수         | 박인수         | 0              |  |  |         |         |         |  |
|  | 송용준         | 송용준         | 1              |  |  | 이재혁  | 이재혁  | 3       |  |
|  |                |                |                |  |  | 송용준  | 송용준  | 1       |  |

| 1라운드 리매치                   |
| -------------------------------- |
| 대저택 은밀한 지하실 송용준 승   |
| 2라운드                          |
| 아이스 아찔한 헬기점프 이재혁 승 |
| 어비스 숨겨진 바닷길 송용준 승   |
| 대저택 은밀한 지하실 이재혁 승   |
| 카멜롯 펜드래건 캐슬 이재혁 승   |

## 대회 결과
11월 8일, 서울 OGN e스타디움에서 진행한 결승전을 끝으로 20-2시즌을 마무리했다.
아래는 대회 입상 팀, 선수 목록이다.
- 팀전
  - 우승 : 한화생명 e스포츠
  - 준우승 : 성남 ROX
  - 3위 : 샌드박스 게이밍

- 개인전
  - 우승 : 이재혁
  - 준우승 : 송용준
  - 3위 : 박인수

## 중계진
- 플랫폼 : OGN
  - 캐스터 : 성승헌
  - 해설자 : 김대겸, 정준
  - 카트걸 : 최시은